# Amtsgericht Löbau
Das Amtsgericht Löbau war ein Gericht der ordentlichen Gerichtsbarkeit und eines von insgesamt 30 Amtsgerichten im Freistaat Sachsen.

## Gerichtssitz und -bezirk

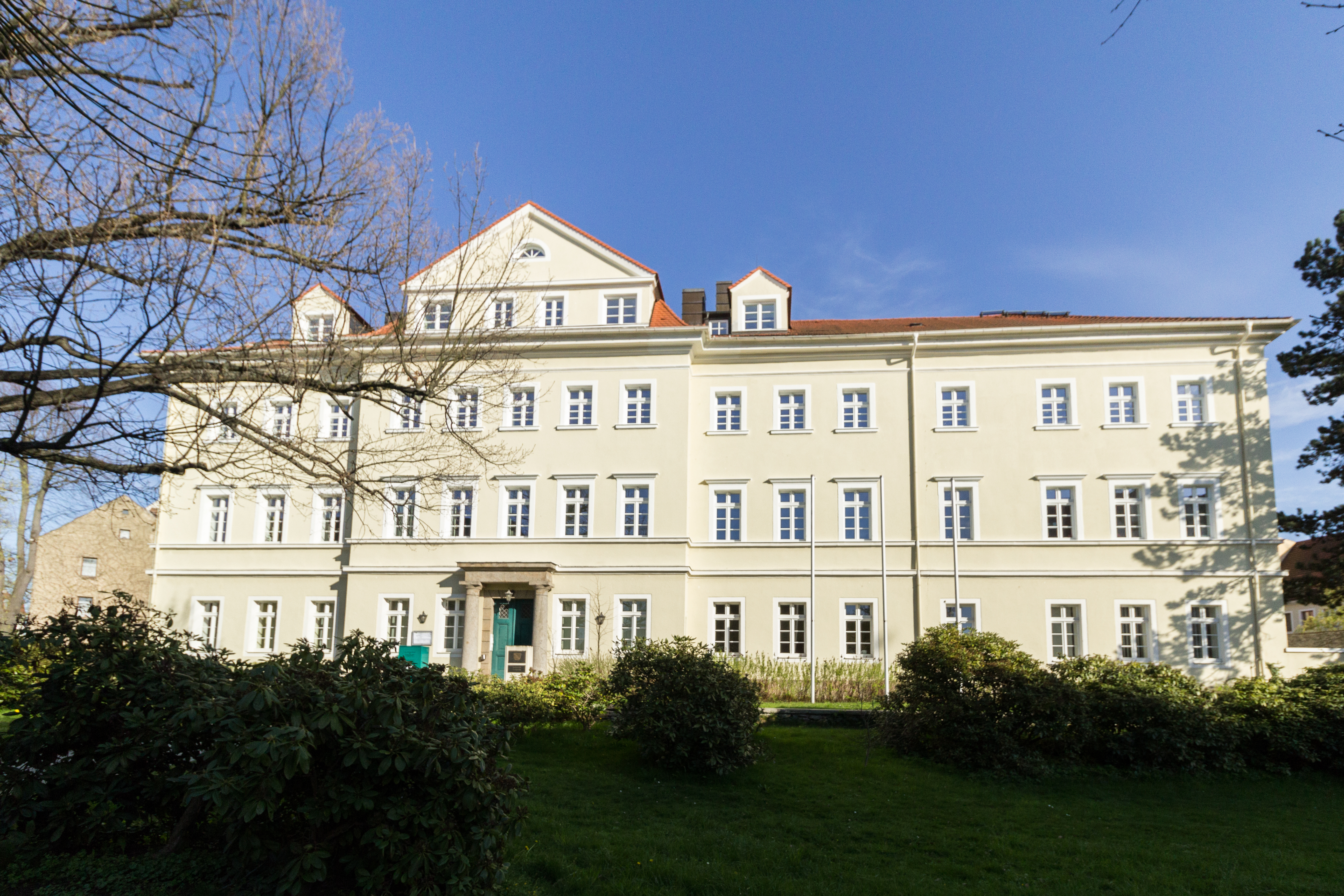
Früheres Gerichtsgebäude Promenadenring 3 (2016)

Der Gerichtsbezirk des Amtsgerichtes Löbau umfasste alle Gemeinden des ehemaligen Landkreises Löbau-Zittau mit Ausnahme der dem Amtsgerichtsbezirk Zittau zugeordneten Gemeinden (§ 1 Abs. 4, Anlage Nr. 19 Sächsisches Justizgesetz). Das Gericht hatte seinen Sitz in Löbau, Promenadenring 3.

## Übergeordnete Gerichte
Dem Amtsgericht Löbau war das Landgericht Görlitz unmittelbar übergeordnet. Zuständiges Oberlandesgericht war das Oberlandesgericht Dresden.

## Geschichte
In Löbau bestand bis 1879 das Gerichtsamt Löbau als Eingangsgericht. Im Rahmen der Reichsjustizgesetze wurden 1879 im Königreich Sachsen die Gerichtsämter aufgehoben und Amtsgerichte, darunter das Amtsgericht Löbau, geschaffen. Der Gerichtssprengel umfasste
Löbau, Altlöbau, Belbitz, Bischdorf (Ober-, Mittel- und Nieder-), Breitendorf mit Bitschyn, Carlsbrunn, Cunnewitz (Alt- und Neu-), Dolgowitz, Ebersdorf mit Liebesdörfel und Neudörfel, Eiserode, Georgewitz, Glossen mit Hasenberg, Goßwitz, Großdehsa, Großschweidnitz mit Seitenschwanz, Grube, Herwigsdorf bei Löbau (Herbigsdorf) mit Kuhbuschhäusern und Scharfeders Gut, Hochkirch mit Häusern „beim Schlüssel“, Jauernick, Kittlitz mit Neukittlitz, Kleindehsa, Kleinradmeritz mit Fritzkau, Kleinschweidnitz mit hinterem Busche, Körbigsdorf, Kötzschau, Kohlwesa, Kotitz (Ober-, Nieder- und Neu-), Kottmarsdorf, Krappe, Kuppritz mit Neukuppritz, Lauba (Alt-, Neu- und Neudorf-) mit Bornwiese, Eichbusch, Guschgrund, Lehdehäuser, Pfahlwiese und Streitfeld, Laucha, Lauske, Lautitz, Lawalde (Nieder- und Ober-) mit Sand, Lehn, Maltitz mit Wasserkretscham und Kleintettau, Mauschwitz, Mittelsohland a.R., Nechen, Niedercunnersdorf mit Neucunnersdorf, Niederrottenhain, Niedersohland a.R., Niethen Nostitz, Obercunnersdorf, Oberottenhain mit Sonneberg, Obersohland a. R. mit Lehdehäusern, Oehlisch, Oelsa, Oppeln, Peschen, Plotzen, Rodewitz bei Löbau, Rosenhain mit dem Vorwerk Mittelrosenhain, Särka, Spittel, Streitfeld, Trauschwitz, Unwürde, Weißenberg, Wendisch-Cunnersdorf, Wendisch-Paulsdorf , Wohla mit Munschke, Zoblitz und Zschorna mit Kleinzschorna. Das Amtsgericht Löbau war eines von 18 Amtsgerichten im Bezirk des Landgerichtes Bautzen. Der Amtsgerichtsbezirk umfasste danach 33.037 Einwohner. Das Gericht hatte damals drei Richterstellen und war das drittgrößte Amtsgericht im Landgerichtsbezirk.
Mit der Verordnung zur Änderung von Gerichtsbezirken im Lande Sachsen vom 5. Mai 1951 wurden die Gerichtsbezirke in der DDR an die Landkreise angepasst. Der Sprengel des Amtsgerichts Löbau war damit der Kreis Löbau. Mit der Verwaltungsreform von 1952 wurde das Amtsgericht Annaberg aufgehoben und an seiner Stelle das Kreisgericht Löbau errichtet. Gerichtssprengel blieb der Kreis Löbau. Im Jahre 1992 wurde das Amtsgericht Löbau mit dem Sächsischen Gerichtsorganisationsgesetz wieder errichtet. Im Jahre 2012 wurden das Landgericht Löbau aufgehoben und das Amtsgericht Löbau dem Landgericht Görlitz zugeordnet. Heute ist das Amtsgericht Löbau Zweiggericht des Amtsgerichtes Zittau.